# Leul de Argint
Leone d’Argento (română 'Leul de Argint') se referă la un număr de premii acordate în cadrul Festivalului Internațional de Film de la Veneția începând cu 1943. Acesta este un premiu care nu a fost acordat cu regularitate de-a lungul anilor. Până în 1995, Leul de Argint a fost acordat rar unor filme ca premiu secund celor nominalizați pentru Leul de Aur. În diferite momente, Leul de Argint a fost, de asemenea, acordat unor filme de debut, filme de scurtmetraj sau pentru regie.

## Câștigătorii Leului de Argint

### 1953-1957
- 1953
  - Little Fugitive de Ray Ashley, Morris Engel și Ruth Orkin
  - Moulin Rouge de John Huston
  - Sadko de Aleksandr Ptushko
  - Thérèse Raquin de Marcel Carné
  - Ugetsu de Kenji Mizoguchi
  - I vitelloni de Federico Fellini
- 1954
  - Pe chei (On the Waterfront) de Elia Kazan
  - Sansho the Bailiff de Kenji Mizoguchi
  - Cei șapte samurai (七人の侍) de Akira Kurosawa
  - La Strada de Federico Fellini
- 1955
  - Le amiche de Michelangelo Antonioni
  - The Big Knife de Robert Aldrich
  - Ciske de Rat de Wolfgang Staudte
  - The Cricket de Samson Samsonov
- 1956 - nu s-a acordat
- 1957 - Nopți albe (Le notti bianche) de Luchino Visconti

### 1958-1982
- 1966 - Chappaqua de Conrad Rooks

### 1983-1987
Între 1983-1989, Leul de Argint a fost acordat celui mai bun film al unui regizor debutant.
- 1983 - Sugar Cane Alley de Euzhan Palcy
- 1984 - Sonatine de Micheline Lanctôt
- 1985 - Dust de Marion Hänsel
- 1986 - A King and His Movie de Carlos Sorin
- 1987 - Maurice de James Ivory

### 1988-1994
Din 1988, premiul a fost acordat pentru unul sau mai multe filme nominalizate la Leul de Aur.
- 1988 - Landscape in the Mist de Theodoros Angelopoulos
- 1989
  - Recordações da Casa Amarela de João César Monteiro
  - Death of a Tea Master de Kei Kumai
- 1990 - nu s-a acordat
- 1991
  - Raise the Red Lantern by Zhang Yimou
  - The Fisher King by Terry Gilliam
  - J'entends plus la guitare by Philippe Garrel
- 1992
  - Hotel de lux de Dan Pița
  - Jamón, jamón de Bigas Luna
  - Un coeur en hiver de Claude Sautet
- 1993 - Kosh ba kosh de Bakhtyar Khudojnazarov
- 1994
  - Heavenly Creatures de Peter Jackson
  - Little Odessa de James Gray
  - Il Toro de Carlo Mazzacurati
- 1995-prezent - nu s-a acordat

## Leul de Argint pentru cel mai bun scenariu
1990 - Sirup de Helle Ryslinge

## Leul de Argint pentru cel mai bun scurtmetraj
- 1996 - O Tamaiti de Sima Urale
- 1999 - Portrait of a Young Man Drowning de Teboho Mahlatsi
- 2000 - A Telephone Call for Genevieve Snow de Peter Long
- 2001 - Freunde de Jan Krüger
- 2002 - Clown de Irina Evteeva
- 2003 - Neft de Murad Ibragimbekov
- 2004 - Signe d'appartenance de Kamel Cherif
- 2005 - Xiaozhan de Chien-ping Lin
- 2006 - Comment on freine dans une descente? de Alix Delaporte
- 2007 - Dog Altogether de Paddy Considine

## Leul de Argint pentru regie
- 1990 - Martin Scorsese pentru Băieți buni (Goodfellas)
- 1991 - Zhang Yimou pentru Da hong deng long gao gao gua, Terry Gilliam pentru The Fisher King, Philippe Garrel pentru J'entends plus la guitare
- 1992-1994: de adăugat informații
- 1995-1997 - nu s-a acordat
- 1998 - Emir Kusturica pentru Pisică albă, pisică neagră
- 1999-2002: de adăugat informații
- 2003 - Takeshi Kitano pentru Zatōichi
- 2004 - Kim Ki-duk pentru 3-Iron
- 2005 - Philippe Garrel pentru Regular Lovers
- 2006 - Alain Resnais pentru Coeurs
- 2007 - Brian De Palma pentru Redacted
- 2008 - Aleksei German Jr. pentru Paper Soldier
- 2009 - Shirin Neshat pentru Women Without Men
- 2010 - Álex de la Iglesia pentru A Sad Trumpet Ballad
- 2011 - Cai Shangjun pentru People Mountain People Sea
- 2012 - Paul Thomas Anderson pentru The Master
- 2013 - Alexandros Avranas pentru Miss Violence
- 2014 - Andrei Koncealovski pentru Poștașul[1] (Belye nochi pochtalona Alekseya Tryapitsyna)[2]

## Leul de Argint - Revelație
- 2006 - Emanuele Crialese pentru Nuovomondo

## Legături externe
- La Biennale di Venezia official website